# Comércio ilegal de aves
O comércio ilegal de aves consiste na prática ilegal do comércio de aves, configurando o crime ambiental em diversos países, incluindo o Brasil. Muitas aves são anestesiadas e têm seus olhos furados para não enxergarem a luz do sol e, desta maneira, não cantarem. O Brasil ocupa o segundo lugar no mundo de espécies de aves ameaçadas.